# Маєр Ґуґґенгайм
Маєр Ґуґґенгайм (англ. Meyer Guggenheim 1 лютого 1828, Ленгнау, Ааргау, Швейцарія — 15 березня 1905, Палм-Біч, США) — американський підприємець швейцарського єврейського походження, родоначальник родини Ґуґґенгаймів.

## Життєпис
Походив із швейцарських ашкеназі, у 1847 році емігрував зі Швейцарії до США, де оселився у Філадельфії.
Заробив свої статки, які були одними з найбільших у США, завдяки інвестиціям у срібні, свинцеві та мідні копальні та металургійні заводи в штатах Колорадо та Нью-Мексико.

## Родина
З дружиною Барбарою (англ. Barbara Myers) мав десять дітей, з яких п'ятеро синів займались сімейним бізнесом у компанії «Сини М. Ґуґґенгайма», заснованій 1881 року:
- Ісаак Ґуґґенгайм англ. Isaac Guggenheim (1854–1922)
- Даніель Ґуґґенгайм англ. Daniel Guggenheim (1856–1930), глава сімейного бізнесу по смерті батька
- Мюррі Ґуґґенгайм англ. Murry Guggenheim (1858–1939)
- Соломон Роберт Ґуґґенгайм (1861–1949), меценат, засновник Музею сучасного мистецтва у Нью-Йорку та Фонду Ґуґґенгайма.
- Саймон Ґуґенгайм (1867–1941), бізнесмен і політик (сенатор від штату Колорадо)
- Бенджамін Ґуґґенгайм (1865–1912), бізнесмен, відомий тим, що загинув на борту «Титаніка»
- Вільям Ґуґґенгайм англ. William Guggenheim